# 圣地亚哥-德考
圣地亚哥-德考（西班牙語：Santiago de Cao）是秘鲁的一座城镇，位于拉利伯塔德大区阿斯科佩省的聖地牙哥德考區，且为该同名区之首府。该镇西南临太平洋，东南33公里处为秘鲁第二大城市特鲁希略。